# 펑위안전

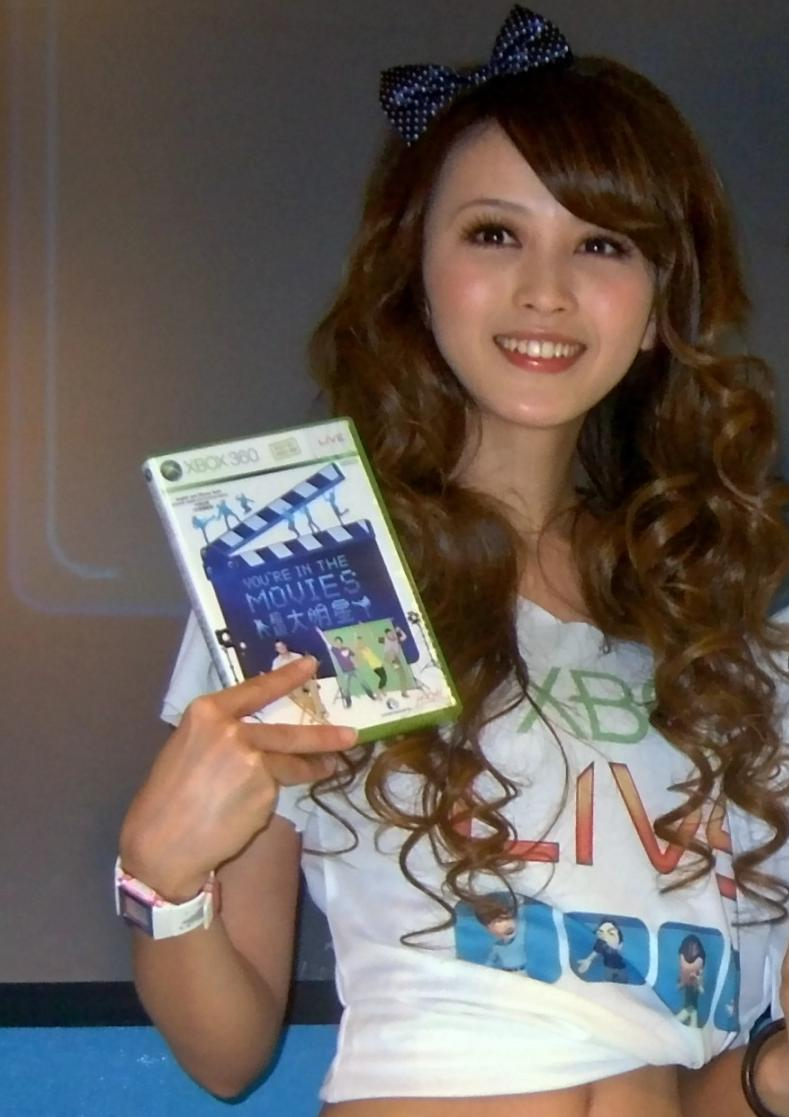

펑위안전(중국어: 馮媛甄, 병음: Féng Yuànzhēn, 한자음: 풍원경, 1982년 10월 30일 ~ )은 중화민국의 배우, 모델이다.

## 방송
- 견우적하천
- 고고애상니
- 공주소매

## 영화
- 좀비 파이트 클럽 (2014년)
- 견우적하천 (2012년)
- 엽기적인 그녀 2 (2010년)